# Horst Oehlke (Admiral)
Horst Oehlke (* 2. Februar 1924 in Berlin-Charlottenburg; † 2001) war ein deutscher Flottillenadmiral der Bundesmarine.

## Leben
Horste Oehlke besuchte ein Reformrealgymnasium und legte 1942 sein Abitur ab. Anschließend trat er in die Kriegsmarine ein und wurde anfangs auf Vorposten- und U-Jagd-Booten eingesetzt. Er erhielt eine Ausbildung für die U-Boot-Waffe und wurde 1944 zum Leutnant zur See befördert.
Nach dem Krieg war er von 1945 bis 1947 Wachoffizier und Kommandant eines Schiffes im Minenräumdienst. Anschließend war er als kaufmännischer Leiter einer Kundendienst- und Ersatzteilabteilung in der Industrie tätig.
1956 trat er als Oberleutnant zur See in die Bundesmarine ein. Er war dann bis 1960 Kommandant im Schulgeschwader Ostsee, Schriftoffizier beim Befehlshaber der Seestreitkräfte der Ostsee und Kommandant der Eider. Als Kapitänleutnant übernahm er im Mai 1959 das Schulschiff Eider und blieb in der Kommandierung bis November 1960. 1961 erhielt er eine Admiralsoffiziers-Ausbildung am Royal Naval Staff College in Greenwich.
Von Mai 1966 bis März 1968 war er Kommandant des Schulschiffs Donau und wurde in dieser Position zum Fregattenkapitän befördert. Anschließend wurde das Kommando nicht mehr besetzt und das Schiff im Juni 1968 außer Dienst gestellt. Er war bis 1971 Leiter der Operationsabteilung im Flottenkommando, dann Lehrgruppenkommandant und stellvertretender Kommandeur der Marineschule Mürwik. Oehlke war als Kapitän zur See von April 1973 bis 1978 Referent für Innere Führung und Öffentlichkeitsarbeit im Führungsstab der Marine. Als Flottillenadmiral wurde er im März 1978 Leiter der Abteilung I im Marineamt in Wilhelmshaven und zugleich Admiral der Offizier- und Unteroffizierausbildung der Marine. Im April 1980 wurde er Stellvertreter des Amtschefs und Chef des Stabes im Marineamt und blieb dies bis Dezember 1981. Anschließend wurde er in den Ruhestand verabschiedet.